# 优素福·艾姆
优素福·艾姆（阿拉伯語：يوسف والي فائق أمين，2003年8月21日—）是一名职业足球运动员，司职中场，目前效力于德乙俱乐部和睦布倫瑞克和伊拉克国家队。